# Thomas Fantet de Lagny
Thomas Fantet de Lagny, né le 7 novembre 1660 à Lyon et mort le 11 avril 1734 à Paris, est un mathématicien français. Il est connu pour avoir calculé les 112 premières décimales du nombre π.

## Biographie
Il est le fils de Pierre Fantet, secrétaire du Roi à la chancellerie de Grenoble, et de Jeanne d'Azy, fille d'un docteur en médecine de Montpellier.
Il étudie au collège jésuite de Lyon et développe une passion pour les mathématiques avec les livres l’Euclide du Père Fournier et l’Algèbre de Jacques Peletier du Mans. Sous la pression de sa famille, il étudie le droit à Toulouse, obtient le titre d'avocat, mais ne pratiqua jamais.
En 1686, il part à Paris, devient professeur de mathématiques et enseigne au fils du maréchal de Noailles. Il collabore avec le marquis de L’Hôpital et est nommé à l’Académie royale des sciences le 11 décembre 1695. 
En 1697, il part à Rochefort enseigner à l’Institut d’hydrographie pendant 16 ans. Il revient à Paris en 1714, devient pensionnaire de l'Académie et est nommé sous-bibliothécaire du Roi. Sous la Régence, il est nommé sous-directeur de la Banque générale, puis directeur en 1725.
En 1719, de Lagny calcule les 127 premièrs décimales de π en utilisant le développement en série de Gregory, mais seules les 112 premières sont correctes  ; cela restera le record jusqu'en 1789, quand Jurij Vega calculera 126 décimales correctes.
Veuf de Marie-Anne Faurez en 1704, il se remarie le 6 septembre 1712 avec Jeanne-Claude Cochon du Puy, fille de Philippe, docteur en médecine. Il meurt à Paris, le 11 avril 1734 (certaines sources mentionnent le 12 avril).

## Publications
- Méthode nouvelle infiniment générale et infiniment abrégée pour l’extraction des racines quarrées, cubiques... (Paris, 1691)
- Méthodes nouvelles et abrégées pour l’extraction et l’approximation des racines (Paris, 1692)
- Méthodes nouvelles et abrégées pour l'extraction et l'approximation des racines et pour résoudre par le cercle et la ligne droite plusieurs problèmes solides et sursolides (1692)
- Nouveaux élémens d’arithmétique et d’algèbre ou introduction aux mathématiques (Paris, 1697)
- Trigonométrie française ou reformée (Rochefort, 1703)
- De la Cubature de la sphère, où l'on démontre une infinité de portions de sphère égales à des pyramides rectilignes (La Rochelle, 1705)
- Analyse générale ou Méthodes nouvelles pour résoudre les problèmes de tous les genres et de tous degrés à l’infini, M. Richer, ed. (Paris, 1733)